# باول ليندنر
باول ليندنر (بالألمانية: Paul Lindner)‏ هو عالم نبات وعالم أحياء دقيقة ألماني، ولد في 24 أبريل 1861 في نيسا في بولندا، وتوفي في 1945 في دوناوشينغن في ألمانيا.